# Herfølge Sogn
Herfølge Sogn 

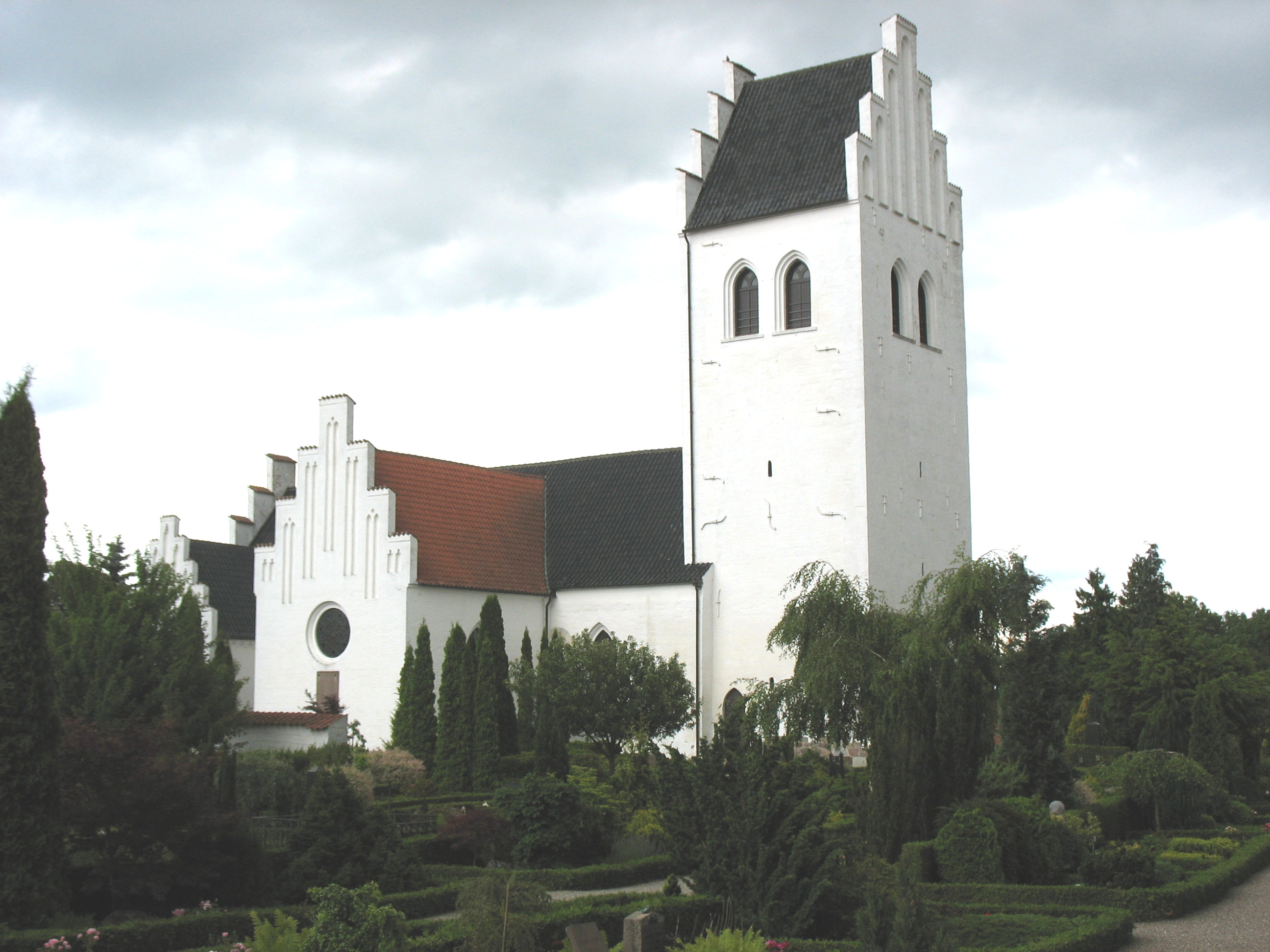
Herfølge Kirke

ist eine Kirchspielsgemeinde (dän.: Sogn)
auf der Insel Sjælland im südlichen Dänemark.
Bis 1970 gehörte sie zur Harde Bjæverskov Herred im damaligen Præstø Amt, danach zur Køge Kommune im Roskilde Amt, die im Zuge der  Kommunalreform zum 1. Januar 2007 in der „neuen“ Køge Kommune in der Region Sjælland aufgegangen ist.
Im Kirchspiel leben 12.253 Einwohner, der größte Teil davon gehört zu den 38.588 Einwohnern von Køge  (Stand: 1. Januar 2023).
Im Kirchspiel liegt die Kirche „Herfølge Kirke“.
Nachbargemeinden sind im Norden Køge Sogn, Boholte Sogn und Lellinge Sogn, im Westen Lidemark Sogn, im Südwesten Sædder Sogn, ferner in der südöstlich gelegenen Stevns Kommune Endeslev Sogn, Himlingøje Sogn, Valløby Sogn und Strøby Sogn.